# 日本タランチュラ協会
日本タランチュラ協会（にほんタランチュラきょうかい）は、1996年に日本で最初に設立されたタランチュラ愛好家の親睦団体である。協会事務局は岡山市にある。
2006年6月12日、横浜の民家でタランチュラが捕獲された件で、警察から照会が行われたことがメディアで報道されたため、一躍有名になった。